# Am Abend aber desselbigen Sabbats
Am Abend aber desselbigen Sabbats (BWV 42) ist eine Kirchen-Kantate von Johann Sebastian Bach. Er komponierte sie für den ersten Sonntag nach Ostern, Quasimodogeniti, und führte sie erstmals in Leipzig am 8. April 1725 auf.

## Geschichte und Worte
Bach schrieb die Kantate 1725 in Leipzig für den Sonntag Quasimodogeniti. Er hatte in seinem zweiten Kantatenzyklus seit dem ersten Sonntag nach Trinitatis 1724 ausschließlich Choralkantaten komponiert und mit BWV 4 auch zu Ostern 1725 eine Choralkantate aufgeführt, doch nach Ostern ging er mit dieser Kantate wieder zu textlich freieren Kantatenformen über. Sie beginnt mit einer ausgedehnten Sinfonia.
Die vorgeschriebenen Lesungen für den Sonntag waren 1 Joh 5,4–10  und Joh 20,19–31 , die Erscheinung Jesu bei den Jüngern in Jerusalem, zunächst ohne, dann mit Thomas. Der unbekannte Textdichter beginnt mit Vers 19 des Evangeliums. Als Satz 4 benutzte er die erste Strophe des Chorals Verzage nicht, o Häuflein klein (1632) von Jacob Fabricius, und als Abschluss zwei Strophen, die mit Luthers Erhalt uns, Herr, bei deinem Wort zusammen erschienen waren: Verleih uns Frieden gnädiglich, Luthers deutsche Fassung von Da pacem Domine (1531) und Gib unsern Fürsten und all'r Obrigkeit, eine Strophe von Johann Walter (1566), die auf 1 Tim 2,2  zurückgeht und mit Amen schließt.
Nach dem Bibelzitat aus dem Johannesevangelium bezieht sich der Dichter in Satz 3 auf ein Jesuswort aus dem Matthäusevangelium, „Wo zwei oder drei versammelt sind in meinem Namen, da bin ich mitten unter ihnen“, Mt 18,20 .
Bach führte die Kantate in Leipzig noch mindestens zweimal auf, am 1. April 1731 und entweder am 1. April 1742 oder am 7. April 1743.

## Besetzung und Aufbau
Die Kantate ist besetzt mit vier Solisten (Sopran, Alt, Tenor und Bass), vierstimmigem Chor nur im Schlusschoral, zwei Oboen, Fagott, zwei Violinen, Viola und Basso continuo.
Der Grund für den sparsamen Einsatz des Chors mag darin liegen, dass er in der Karwoche und zu Ostern durch die Kantate Wie schön leuchtet der Morgenstern, BWV 1, die Johannes-Passion und die Osterkantate Christ lag in Todes Banden, BWV 4, sehr beansprucht worden war.
1. Sinfonia
2. Recitativo (Tenor, Fagott): Am Abend aber desselbigen Sabbats
3. Aria (Alt, Oboen, Fagott): Wo zwei und drei versammlet sind
4. Aria (Sopran, Tenor, Fagott): Verzage nicht, o Häuflein klein
5. Recitativo (Bass, Fagott): Man kann hiervon ein schön Exempel sehen
6. Aria (Bass, Violinen, Fagott): Jesus ist ein Schild der Seinen
7. Choral: Verleih uns Frieden gnädiglich

## Musik
Wahrscheinlich entnahm Bach die einleitende ausgedehnte Sinfonia früher komponierter Musik. Alfred Dürr vermutet ein Instrumentalkonzert. Es ist ein doppelchöriges „concerto a due cori“, in dem die Streicher mit einem concertino der Holzblasinstrumente Oboen und Fagott konzertieren. Der Mittelteil beginnt mit einem überraschend gesanglichen neuen Motiv für Oboen und Fagott, das Bach selbst mit cantabile bezeichnete.
Das Bibelzitat wird im Rezitativ vom Tenor als dem Evangelisten gesungen, vom continuo in schnellen repetierenden Noten begleitet, die vielleicht den ängstlichen Herzschlag der Jünger illustrieren, die sich versteckt halten.
In Satz 3, einer adagio bezeichneten Arie, bleibt das Pochen im Fagott bestehen, doch die Streicher halten lange Akkorde, und die Oboen spielen weitgespannte Melodiebögen. Nach Dürr könnte die Vorlage dasselbe Konzert sein wie für die Sinfonia.
Bach komponierte den Choraltext von Satz 4 als ein Duett, das nur von Fagott und continuo begleitet wird. Teile der üblichen Choralmelodie Kommt her zu mir, spricht Gottes Sohn scheinen manchmal auf, doch sehr verziert. Der Bachforscher Terry interpretiert, dass das obligate Fagott eine Choralmelodie begleitet, die nicht wirklich erklingt, um die Verstecktheit (hiddenness) der Kirche in der Welt zu zeigen.
Der Bass bereitet in einem Rezitativ, das fast in ein Arioso mündet, die letzte Aria vor, die von den geteilten Violinen und continuo begleitet wird. Das Thema ist noch einmal der Kontrast zwischen der Unruhe der Welt und dem Frieden bei Jesus.
Die beiden Strophen des Schlusschorals sind vierstimmig gesetzt.

## Einspielungen
LP/CD
- Bach Made in Germany Vol. 1 – Cantatas IV. Günther Ramin, Thomanerchor, Gewandhausorchester, Marianne Basner, Gerda Schriever, Gert Lutze, Otto Siegl. Berlin Classics, 1953.
- J.S. Bach: Cantatas No. 42, No. 35. Hermann Scherchen, Wiener Akademie Kammerchor, Vienna Radio Orchestra, Teresa Stich-Randall, Maureen Forrester, Alexander Young, John Boyden. Westminster/Baroque Music Club, 1964.
- J.S. Bach: Das Kantatenwerk – Sacred Cantatas Vol. 3. Nikolaus Harnoncourt, Wiener Sängerknaben, Chorus Viennensis, Concentus Musicus Wien, Solist der Wiener Sängerknaben, Paul Esswood, Kurt Equiluz, Ruud van der Meer. Teldec, 1974.
- Die Bach Kantate Vol. 31. Helmuth Rilling, Gächinger Kantorei, Bach-Collegium Stuttgart, Arleen Augér, Julia Hamari, Peter Schreier, Philippe Huttenlocher. Hänssler, 1981.
- J.S. Bach: Ich hatte viel Bekümmernis. Philippe Herreweghe, Collegium Vocale Gent, La Chapelle Royale, Barbara Schlick, Gérard Lesne, Howard Crook, Peter Kooij. Harmonia Mundi France, 1990.
- Bach Cantatas Vol. 23: Arnstadt/Echternach. John Eliot Gardiner, Monteverdi Choir, English Baroque Soloists, Gillian Keith, Daniel Taylor, Charles Daniels, Stephen Varcoe. Soli Deo Gloria, 2000.
- J.S. Bach: Complete Cantatas Vol. 14. Ton Koopman, Amsterdam Baroque Orchestra & Choir, Deborah York, Bogna Bartosz, Jörg Dürmüller, Klaus Mertens. Antoine Marchand, 2001.
- J.S. Bach: Cantatas Vol. 36 (Cantatas from Leipzig 1725). Masaaki Suzuki, Bach Collegium Japan, Yukari Nonoshita, Robin Blaze, James Gilchrist, Dominik Wörner. BIS, 2006.

DVD
- Am Abend aber desselbigen Sabbats. Rudolf Lutz, Chor und Orchester der J. S. Bach-Stiftung, Ulrike Hofbauer, Irène Friedli, Bernhard Berchtold, Markus Volpert, Gallus Media, St. Gallen 2010